# Müstair
Müstair (hist. Münster) – miejscowość w Szwajcarii, w kantonie Gryzonia, w regionie Engiadina Bassa/Val Müstair, w gminie Val Müstair. Leży w dolinie Val Müstair. Müstair jest najbardziej na wschód leżącą miejscowością Szwajcarii i znajduje się przy granicy z włoską doliną Vinschgau należącą do Południowego Tyrolu. Językiem urzędowym w Müstair jest retoromański. Do 31 grudnia 2008 samodzielna gmina (Gemeinde), którą dzień później połączono z pozostałymi pięcioma gminami: Fuldera, Lü, Santa Maria Val Müstair, Tschierv oraz Valchava. 
Müstair jest znane zwłaszcza ze swojego klasztoru benedyktynów, wpisanego na listę światowego dziedzictwa UNESCO.